# 어정번중
어정번중(일본어: 御庭番衆 오니와반슈[*])는 에도 시대의 제8대 정이대장군(쇼군) 도쿠가와 요시무네가 설치한 에도 막부의 직책이다. 쇼군에게서 직접 명령을 받고 비밀리에 첩보활동을 하는 밀정들이었다.
첩보활동이라고는 해도, 실제로는 가끔 명령을 받아 에도 시중의 정보를 쇼군에게 보고하거나, 신분을 숨기고 지방으로 향하여 정보를 시찰한 정도라고 한다. 그 실태는 오메쓰케나 메쓰케를 보충하는 쇼군 직속의 감찰관에 상당한다고 볼 수 있다. 일반적으로 스파이나 닌자의 일종이라고 하는 이미지가 널리 퍼져서 시대극이나 역사소설 등에서 그러한 묘사가 많이 이루어지고 있으나, 어정번중은 닌자가 아니라 엄연한 정식 무사 집단이었다.